# Trachyrhinus dicropalpus
Trachyrhinus dicropalpus is een hooiwagen uit de familie Sclerosomatidae.